# Église Saint-Jean de Malines
L'église Saint-Jean (en néerlandais : Sint-Janskerk) est une église catholique située à Malines, en Belgique.

## Historique
Au xiiie siècle, il existe déjà une chapelle dédiée à Jean-Baptiste à cet emplacement. Au même siècle, la chapelle est élevée au rang d'église paroissiale. Au cours du xive siècle, cette chapelle est agrandie d'un chœur, d'un transept et de bas-côtés. Dans la seconde moitié du xve siècle, l'église devient un lieu de culte à part entière. L'histoire raconte que la flèche proviendrait de l'ancienne tour Saint-Rombaut, ancêtre de l'actuelle tour Saint-Rombaut. Elle est consacrée en 1483 par Henri de Bergues, évêque de Cambrai. Le bâtiment subit de graves dommages lors de l'explosion de la Zandpoort en 1546. Pendant les guerres de religion, l'intérieur est pillé par les iconoclastes (1566) et sert même de caserne aux troupes du duc d'Albe (1572). À partir de 1645, l'église est desservie par les oratoriens du monastère voisin. Dans les années 1670, la famille Vendeville (famille de Jean Vendeville, évêque de Tournai) comble de bienfaits la maison des prêtres de l'Oratoire; une inscription portée dans l'église en 1676 lui rend éloge. En 1708, une partie est ajoutée à la sacristie. En 1799, sous la domination républicaine française, le bâtiment de l'église est vendu aux enchères publiquement, mais est plus tard rendu à l'église par l'acheteur. L'église est entièrement restaurée au début du xxie siècle.

## Description

### Extérieur
L'église Saint-Jean est une église gothique dont la flèche mesure 55,5 mètres de haut et est entourée de quatre petites tourelles.

### Intérieur

#### Œuvres d'art
L'intérieur de l'église renferme les œuvres suivantes :
- L'Adoration des Mages de Pierre Paul Rubens est un triptyque faisant partie du maître-autel de l'église. Le 27 décembre 1616, la fabrique de l'église signe avec Rubens le contrat du triptyque du maître-autel. L'artiste livre l'œuvre en 1617, retouchant le tableau de ses propres mains sur place. Le prix d'achat de 1 800 florins a été payé en plusieurs versements jusqu'en 1624. Les panneaux latéraux, qui sont peints à l'avant et à l'arrière, représentent : Saint Jean l'Évangéliste sur l'île de Patmos, Saint Jean l'Évangéliste dans l'huile de cuisson, Saint Jean Baptiste décapité et Le Baptême du Christ. Sous le panneau central se trouve la prédelle composée de trois petits tableaux : Le Christ en croix, de l'atelier de Rubens, toujours présent dans l'église ; L'Adoration des bergers et La Résurrection du Christ, qui n'ont pas été rendus après la Révolution française et se trouvent au Musée des beaux-arts de Marseille.
- L'Annonce de Naissance de l'atelier de Rubens.
- Les Quatre Évangélistes, une copie d'une œuvre de Jacob Jordaens, qui se trouve aujourd'hui au Louvre.
- Triptyque de Gaspar de Crayer, représentant, au centre Jésus rencontre Véronique, à gauche Saint Norbert désigne Hugues de Fosses comme son successeur et à droite La vision de Saint Norbert. Le triptyque provient de l'abbaye de Grimbergen.
- La chaire et les bancs des marguilliers (gauche et droite dans la nef centrale) ont été réalisés par Theodoor Verhaegen (nl).
- Le buffet d'orgue et les bancs du maître des pauvres à l'arrière sont de Pieter Valckx (nl).
- En 2008, l'Institut flamand du patrimoine immobilier a découvert des peintures murales du xive siècle derrière le buffet d'orgue, au premier étage de la tour de l'église Saint-Jean. Pas de fragments, mais deux grandes œuvres d'art uniques qui représentent Saint Christophe et Saint Georges.

## Galerie

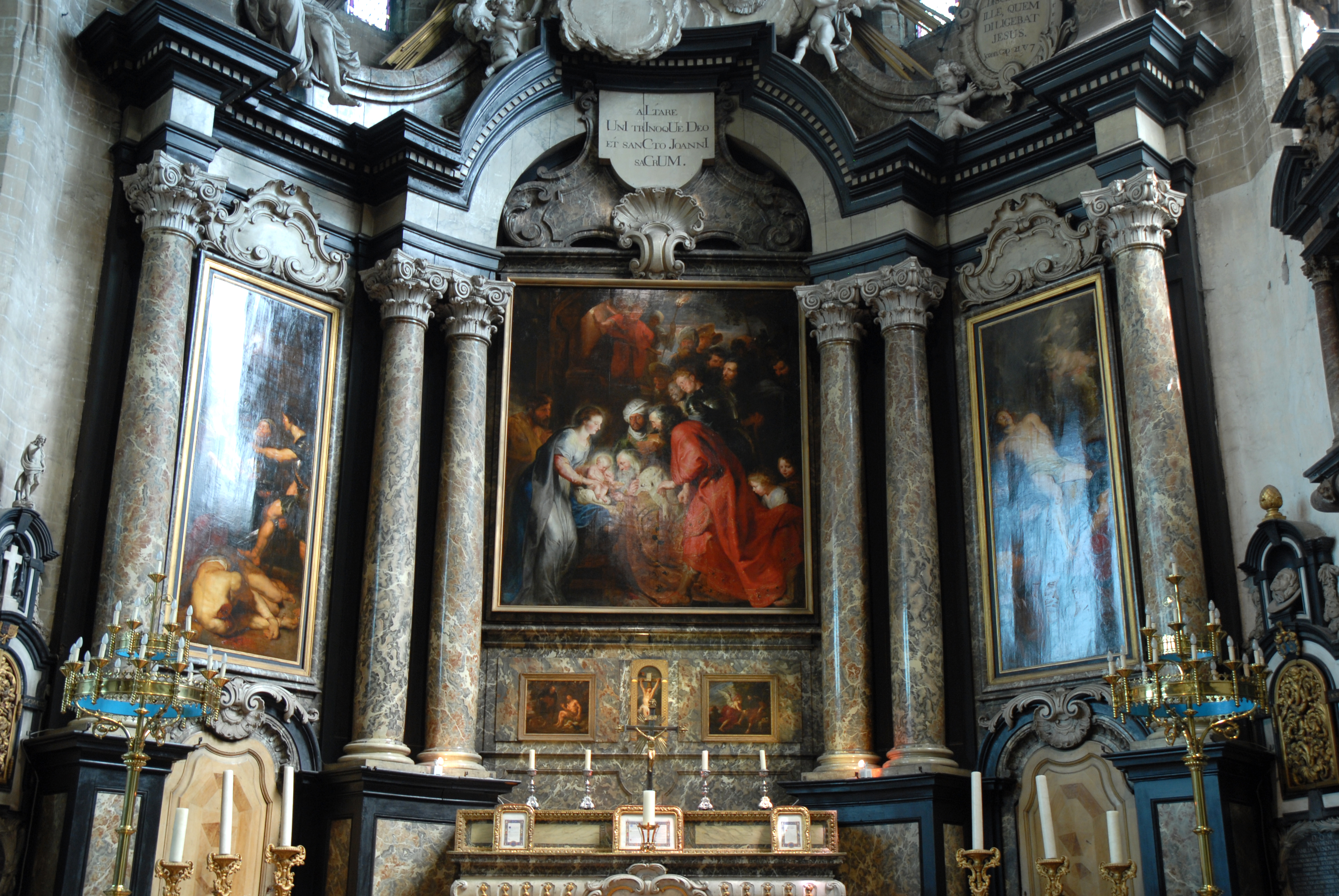
Triptyque de l'Adoration des Mages de Rubens
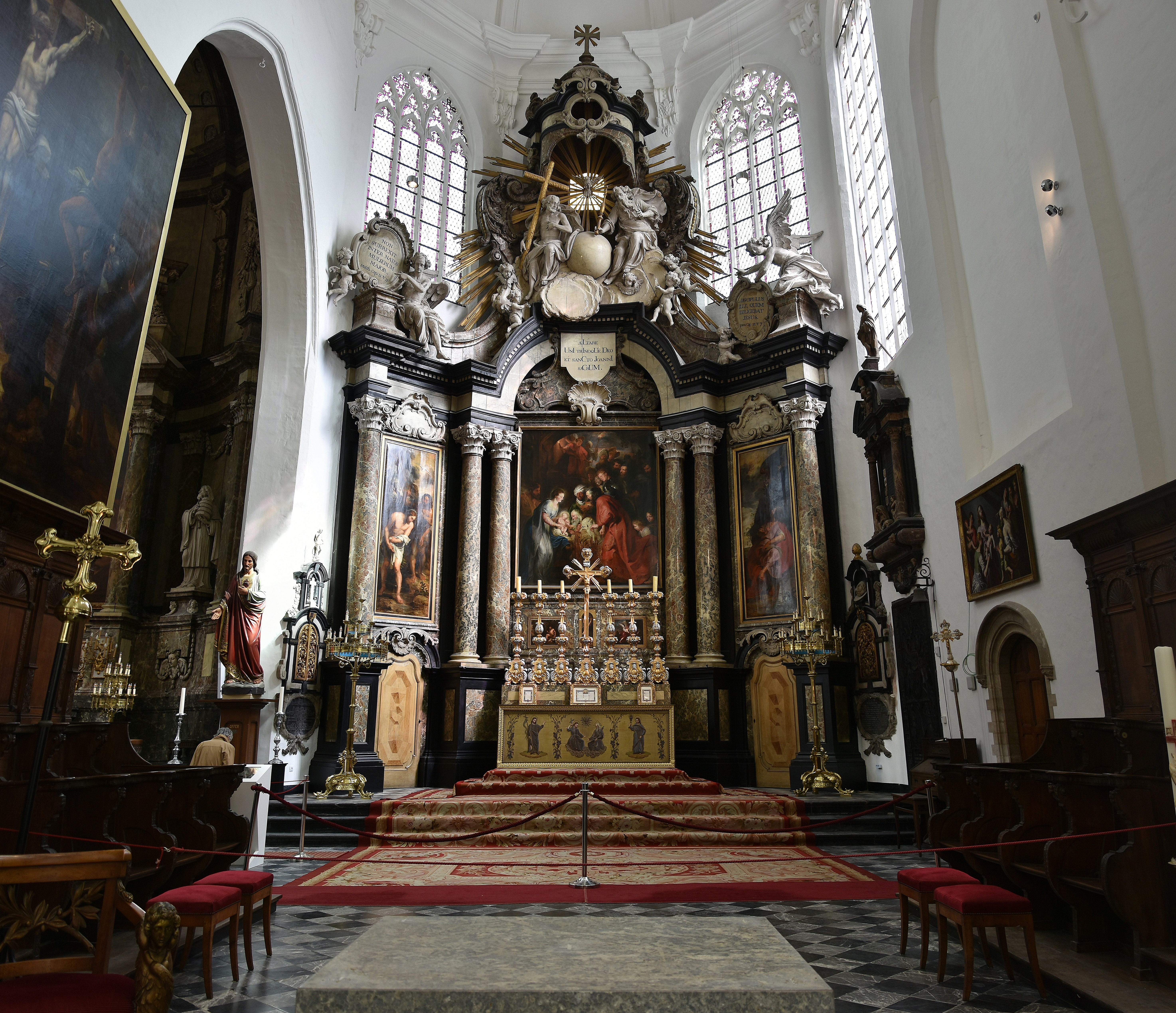
Maître-autel avec crucifix et chandeliers restaurés
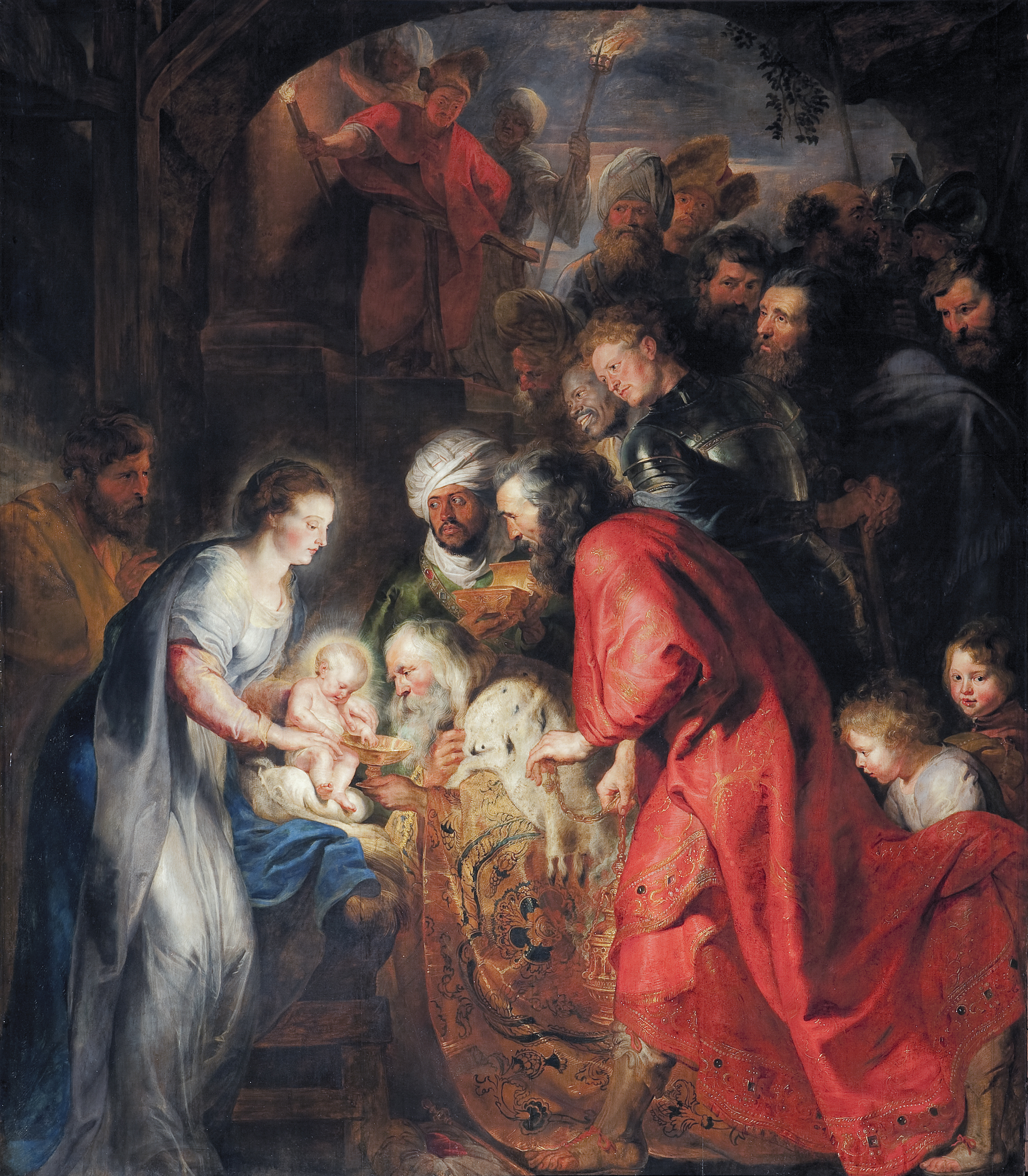
Tableau central du triptyque
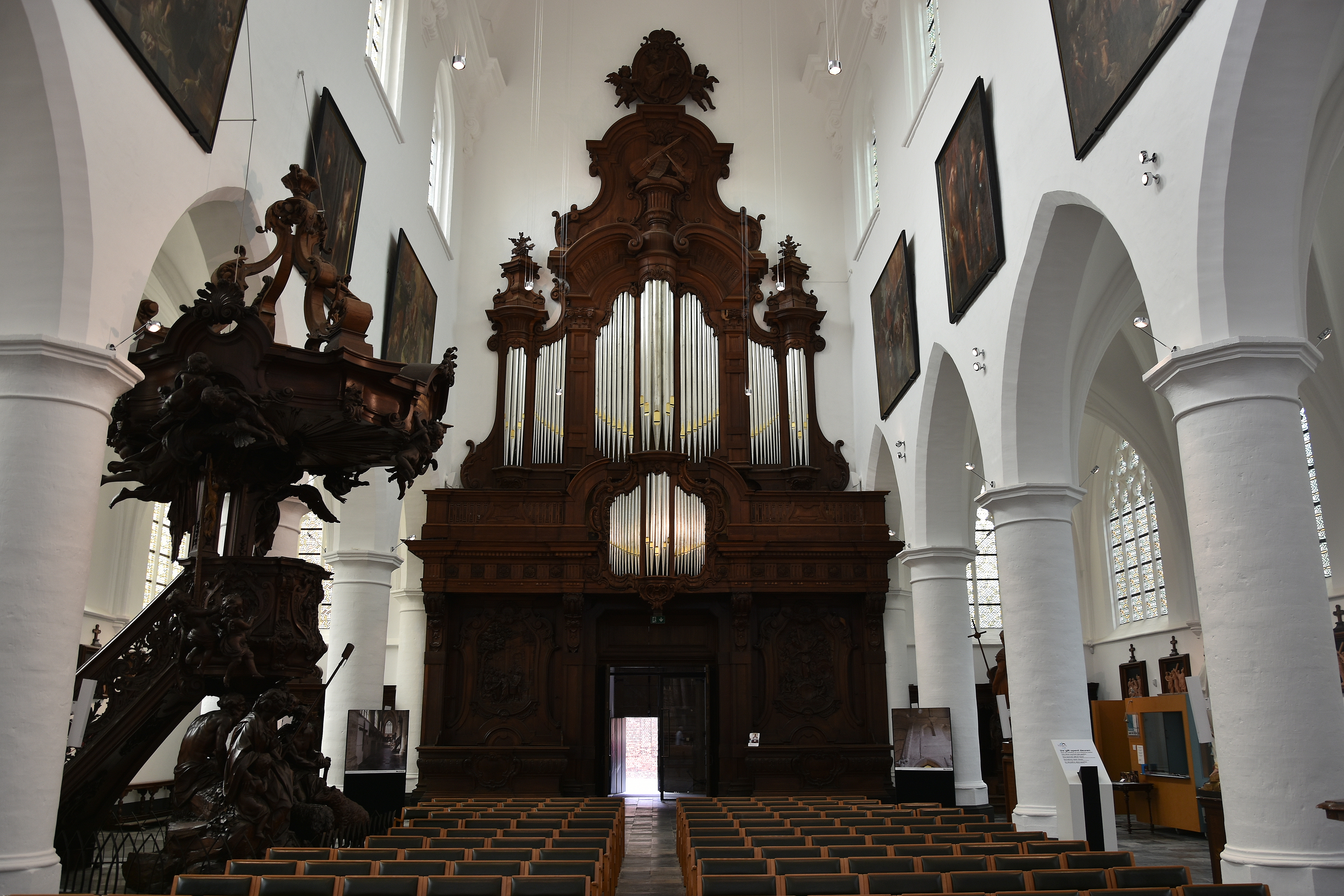
Chaire à prêcher et orgue
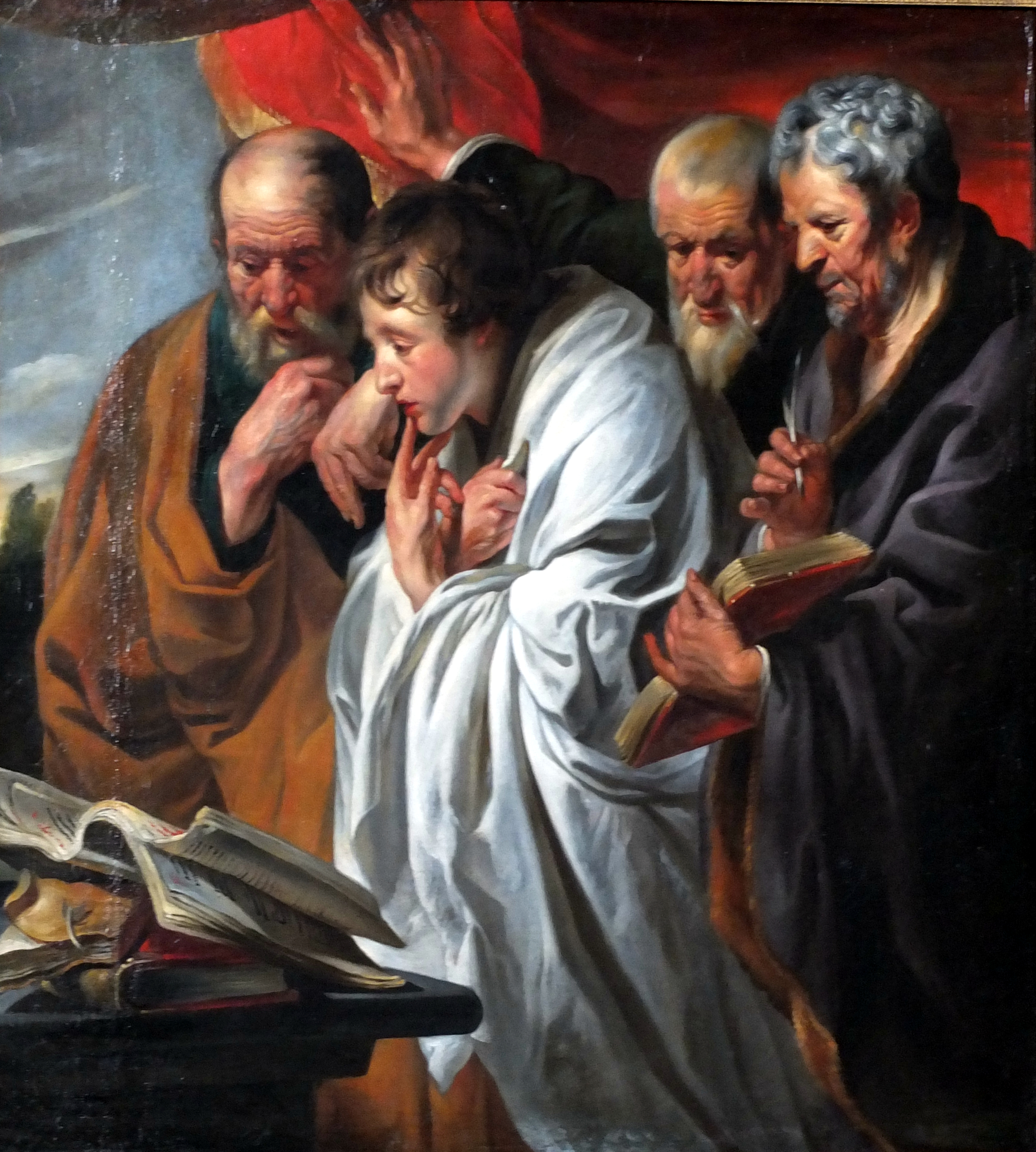
Les Quatre Évangélistes de Jacob Jordaens
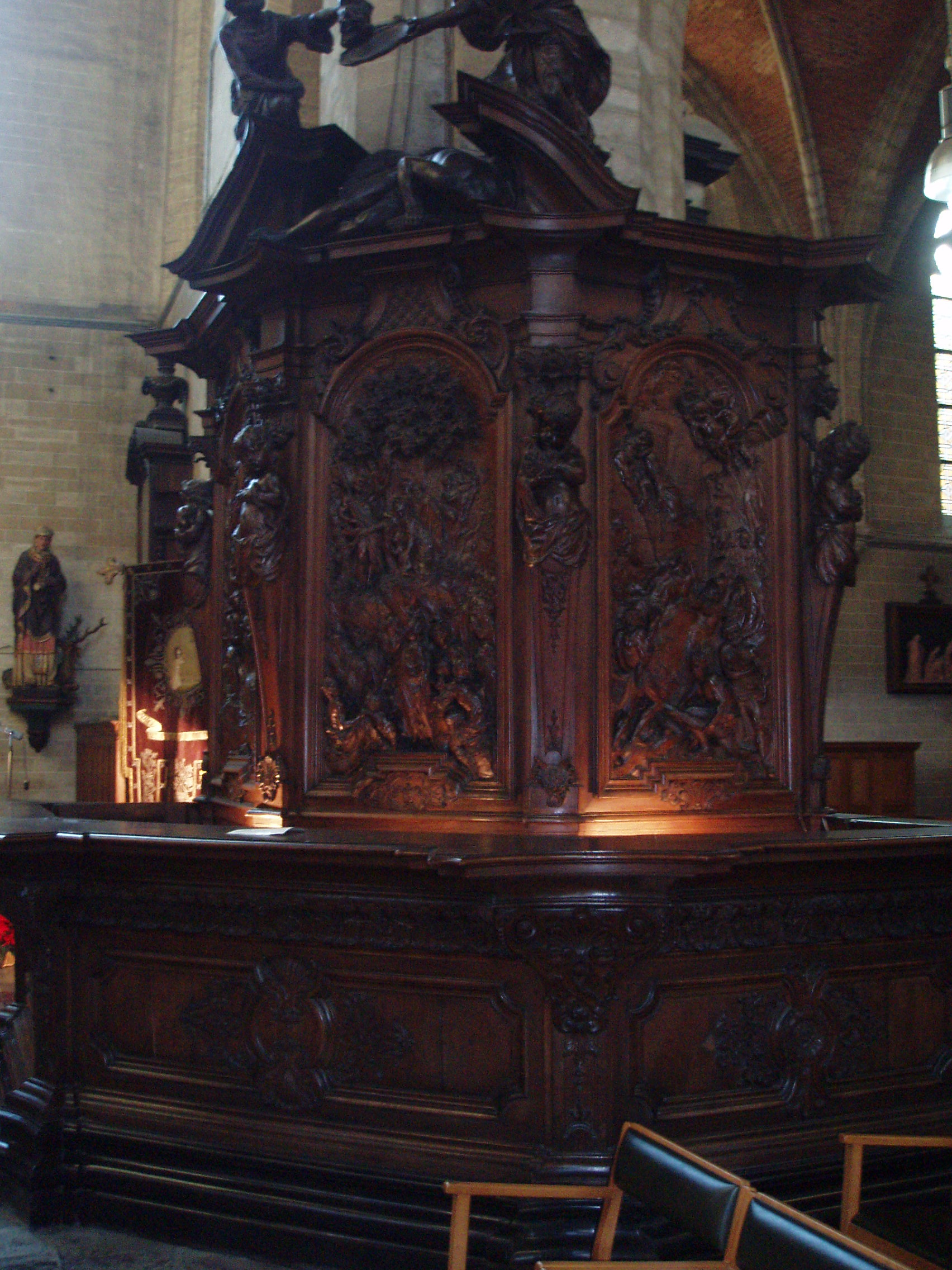
Banc de marguilier, par Theodoor Verhaegen (nl)
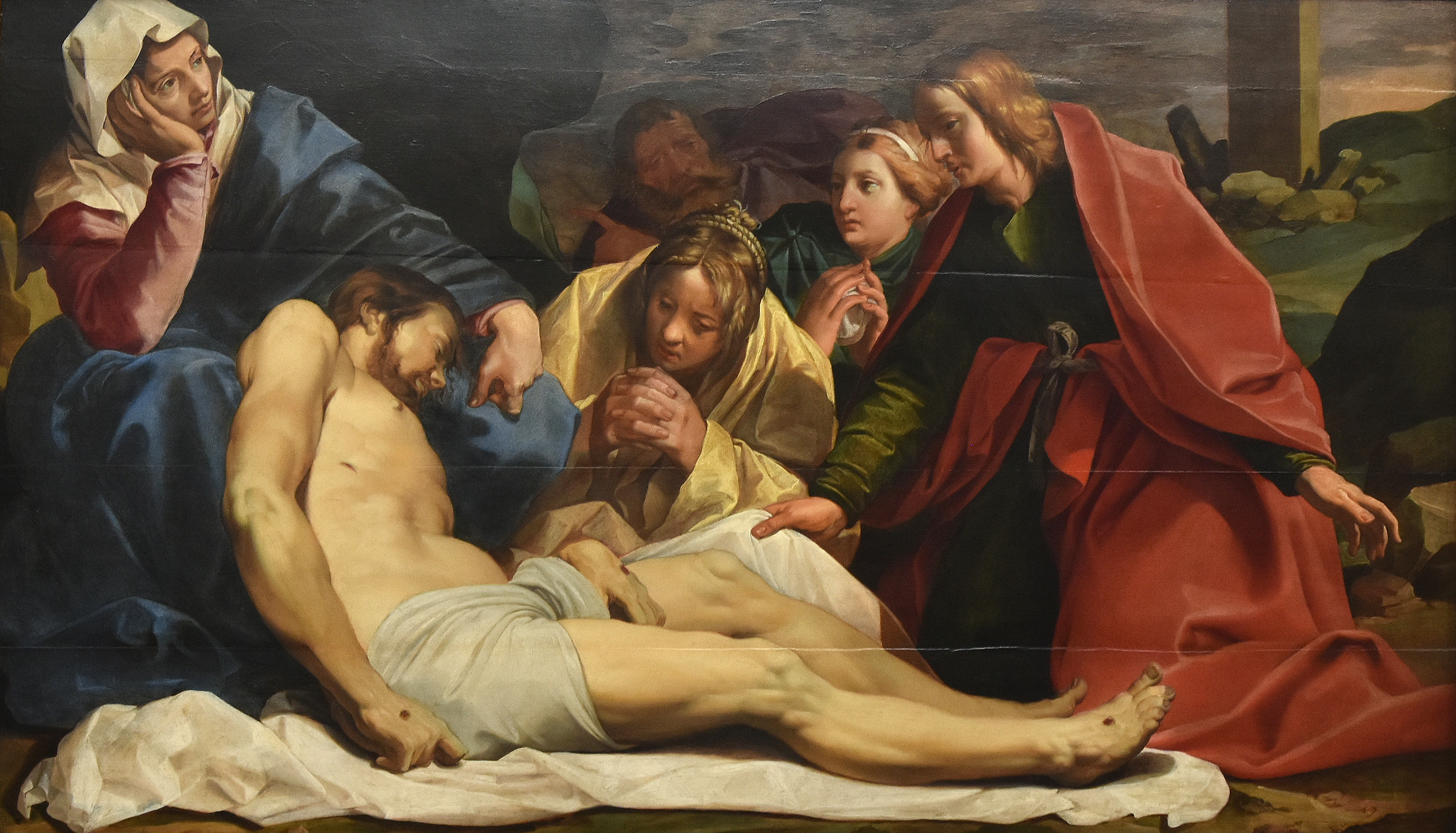
La Lamentation du Christ par Abraham Janssens
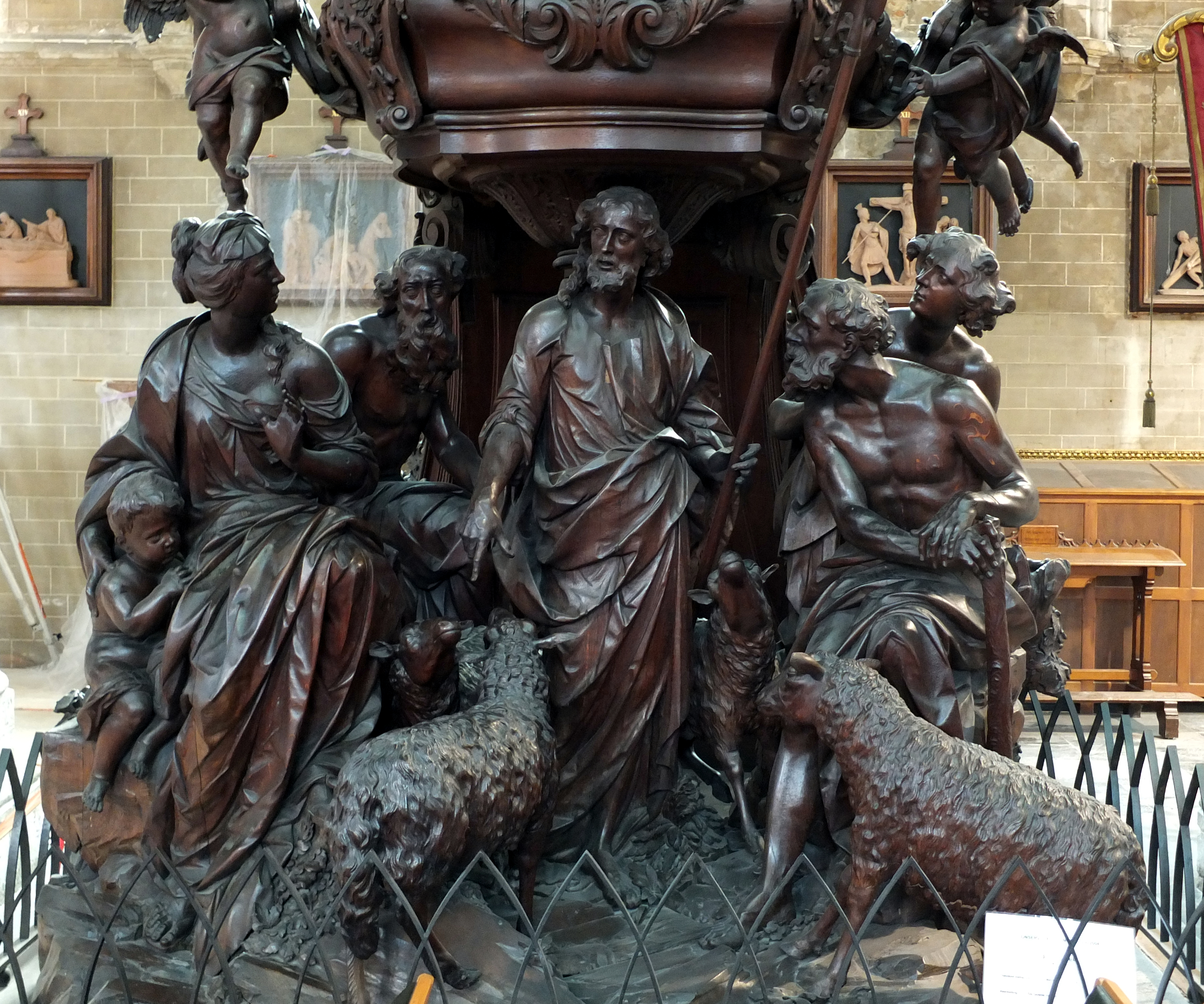
Chaire de vérité par Theodoor Verhaegen
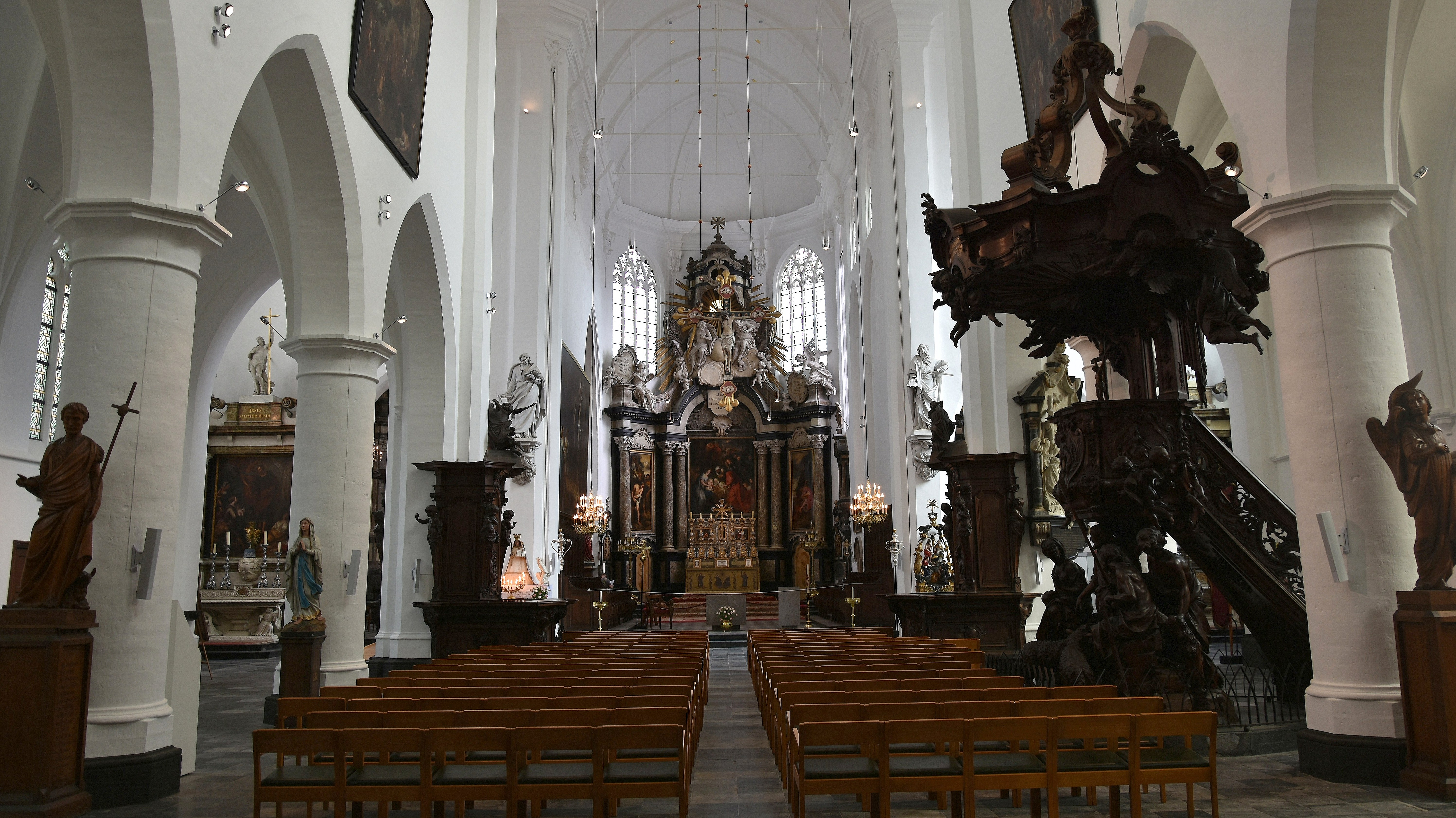
Nef et maître-autel